# 富水郡
富水郡，中国南北朝时设置的郡。
西魏时置，治所在富水县（今湖北省京山市东北），属温州。辖今湖北省京山市一带。隋朝开皇初年废。唐朝天宝元年（742年）以郢州改置，治所在京山县（今属湖北省）。辖境相当于今湖北省钟祥市、京山市地。下辖长寿县、京山县、富水县。乾元元年（758年）复为郢州。